# ヒュ馬ンアワー
ヒュ馬ンアワー（ヒューマンアワー）はグリーンチャンネル制作のウマ・馬事文化を中心としたドキュメンタリー番組である。

## コンセプト
毎回、ウマ・馬事文化を中心に、ウマと人の心のふれあいをテーマにしたドキュメンタリー番組を数多く制作した。作品としてはウマの生産や育成、伝統的な馬事文化の紹介、競馬と文学・文化との融合など多種にわたった。
現在は過去に放送された作品を平日 9:00 - 10:00の「グリーンチャンネル傑作選」内で放送されていることがある。またこの『ヒュ馬ンアワー』のコンセプトは、その後も、「月曜馬劇場」（月曜 23:00 - 23:30更新）「水曜馬スペ!」（第1・3水曜 23:00 - 24:00更新）や、夏季競馬期間中の『トレセンまるごと情報局』が休止している間の木曜 23:00 - 24:00、さらには年末年始特番などで随時新作が制作され受け継がれている。

## 放送内容
年は制作した年。
1998年
- 源平合戦と馬たち〜平家物語・源義経の戦い〜
- 悠久の大地に駈ける〜中央アジアの少年と馬〜
- 江戸馬百景〜東京に馬のロマンを求めて〜
- 競馬を愛した人〜寺山修司〜

1999年
- 競馬を愛した人〜菊池寛〜
- シンザンに魅せられた人々〜蘇るか!シンザンの血〜

2000年
- 浮世絵から探る〜洋式競馬事始め〜

2001年
- 甦る!ハイセイコー〜彫刻家・後藤信夫の創造〜
- Tevis Cup〜24時間100マイルの絆〜
- ベトナム競馬〜それぞれの思いをのせて〜

2002年
- タスマニア・トレイル〜大自然の風に吹かれて〜

2003年
- 南国のカウボーイ・ガウチョ
- 馬と話す男・モンティロバーツ（英語版）
- 究極の馬好きの世界　幻のトロッター・繋駕レース